# Galbella gigantea
Galbella gigantea es una especie de escarabajo del género Galbella, familia Buprestidae. Fue descrita científicamente por Théry en 1955.